# کاخ (گروه)
کاخ (عبری: כך‎، ت. «Thus») یک حزب سیاسی افراطی مذهبی یهودی ارتدکس و صهیونیست مذهبی در اسرائیل بود که از ۱۹۷۱ تا ۱۹۹۴ فعالیت داشت. این حزب توسط خاخام میر کاهانه در سال ۱۹۷۱ بر اساس ایدئولوژی ملی‌گرایانه-مذهبی او (معروف به کاهانیسم) تأسیس شد. در انتخابات ۱۹۸۴ یک کرسی در کنست کسب کرد، اما در انتخابات بعدی به دلیل قوانین اصلاح‌شده که احزاب تحریک‌کنندهٔ نژادپرستی را ممنوع می‌کرد، رد صلاحیت شد. پس از ترور کاهانه در ۱۹۹۰، حزب به دو جناح اصلی «کاخ» و «کاهانه حی» تقسیم شد.
این حزب در نهایت از شرکت در انتخابات ۱۹۹۲ نیز منع شد و هر دو سازمان در سال ۱۹۹۴ توسط کابینه اسرائیل، بر اساس قوانین ضدتروریسم مصوب ۱۹۴۸، ممنوع اعلام شدند. این تصمیم پس از بیانیه‌هایی در حمایت از کشتار ۲۹ فلسطینی توسط باروخ گلدشتاین در مسجد ابراهیمی اتخاذ شد. گلدشتاین خود یکی از حامیان حزب «کاخ» بود.
هر دو گروه توسط اسرائیل، کانادا،[۲] ژاپن، و سابقاً اتحادیه اروپا و همچنین ایالات متحده به عنوان سازمان‌های تروریستی معرفی شده‌اند. باور بر این است که این دو گروه یک هسته عضویتی مشترک با کمتر از ۱۰۰ نفر دارند و با حزب مدرن «عوتسما یهودیت» ارتباط دارند.